# جون فيتزجيرالد (عسكري)
جون فيتزجيرالد (بالإنجليزية: John Fitzgerald)‏ هو عسكري أمريكي، ولد في 17 مارس 1873 في جزيرة أيرلندا في جمهورية أيرلندا، وتوفي في 19 أبريل 1948 في نيويورك في الولايات المتحدة.